# H.261
H.261 – standard kompresji video opracowany przez ITU-T pod koniec 1989 r. Standard ten przeznaczony jest do współpracy z ISDN. Dane są kompresowane z szybkością p*64 kbit/s, gdzie p waha się w przedziale 1 do 30, zależnie od liczby użytych kanałów ISDN. Standard został pierwotnie opracowany do obsługi wideofonów i wideokonferencji.
Kodowane są obrazy standardu CIF (ang. Common Intermediate Format) czyli 352x288 pikseli lub QCIF (ang. Quarter Common Intermediate Format) 176x144 pikseli.